# Abdij van Weißenau
De Abdij van Weißenau in Ravensburg was een tot de Zwabische Kreits behorende abdij binnen het Heilige Roomse Rijk.
In 1145 wordt het Premonstratenzerklooster Weißenau gesticht door Gebizo van Ravensburg. De eerste bewoners zijn monniken uit het klooster Rot. Vanuit Weißenau wordt later weer het klooster Schussenried bevolkt. 
Keizer Frederik I Barbarossa neemt het klooster in 1164 onder zijn bescherming, wat de basis is om rijksvrij te worden. In 1257 wordt het klooster tot abdij verheven. De hoge rechtspraak werd uitgeoefend door de Oostenrijkse landvoogdij in Zwaben. In 1760 verwerft de abdij het hogere gezag over het klooster en drie dorpen.
Paragraaf 24 van de Reichsdeputationshauptschluss van 25 februari 1803 regelt het volgende:
De graaf van Sternberg krijgt wegens het verlies van Blankenheim, Junkerrath, Gerolstein en Dollendorf de abdijen Schussenried en Weißenau. Artikel 24 van de Rijnbondakte van 12 juli 1806 stelt de graafschappen Schussenried en Weißenau onder de soevereiniteit van het koninkrijk Württemberg: de mediatisering.
Na 1888 werd het klooster tot psychiatrisch ziekenhuis ombestemd; de meeste voormalige kloostergebouwen zijn tot op de huidige dag  als zodanig in gebruik. Ook is een gedeelte van het gebouw in de 19e en 20e eeuw als werkplaats en fabriek in gebruik geweest.
In de nazi-periode werden in het kader van de zogenaamde Aktion T4 in 1940 in totaal 691 patiënten van deze kliniek, onder wie ook kinderen, door de beruchte grijze bussen (Graue Busse) van de nazi-organisatie met de schuilnaam Gemeinnützige Krankentransport GmbH (Gekrat), Nederlands: het algemeen nut dienende ziekenvervoer B.V., overgebracht naar het  euthanasie-centrum Schloss Grafeneck, en daar vermoord.

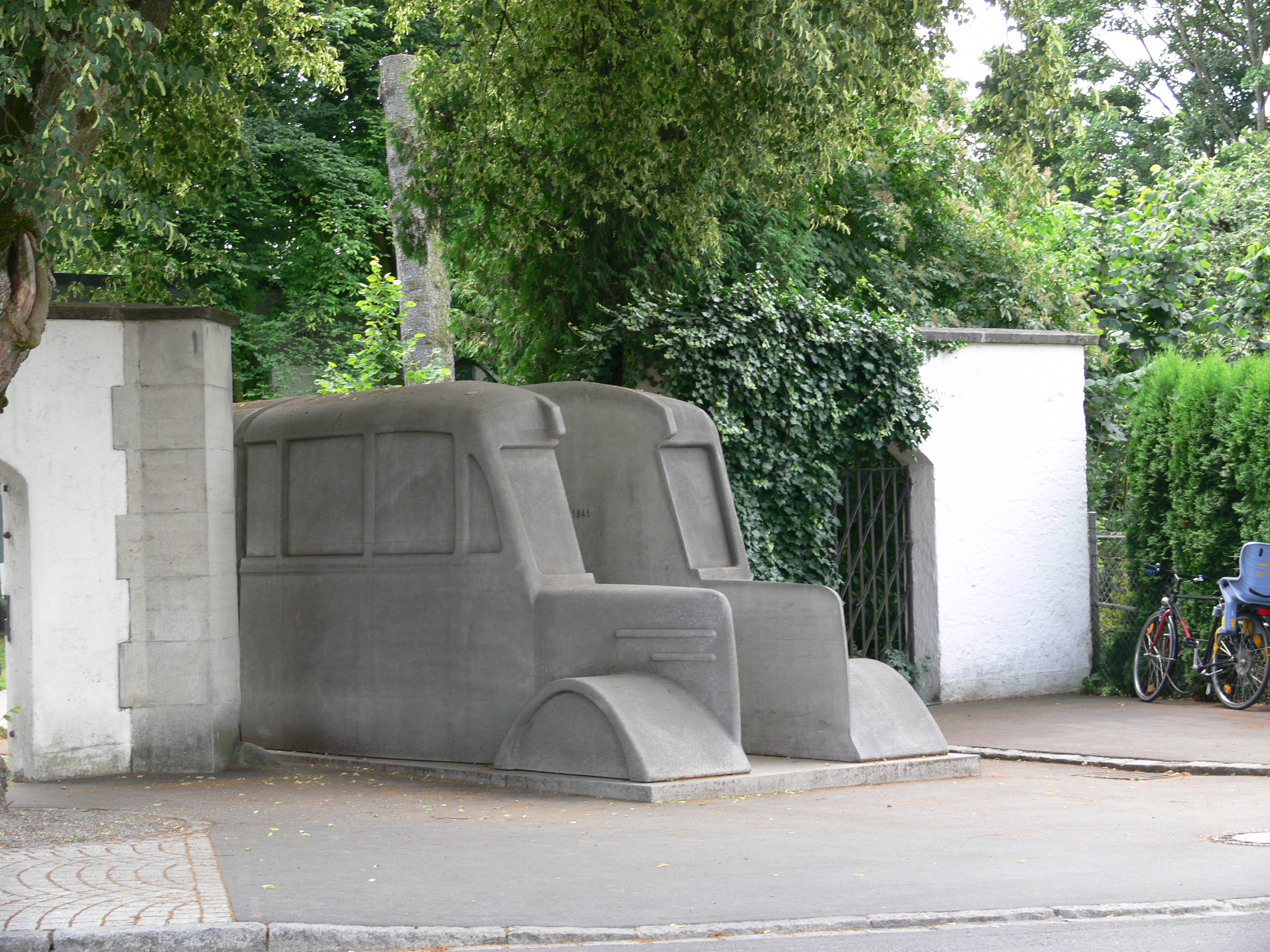
Monument der grijze bussen
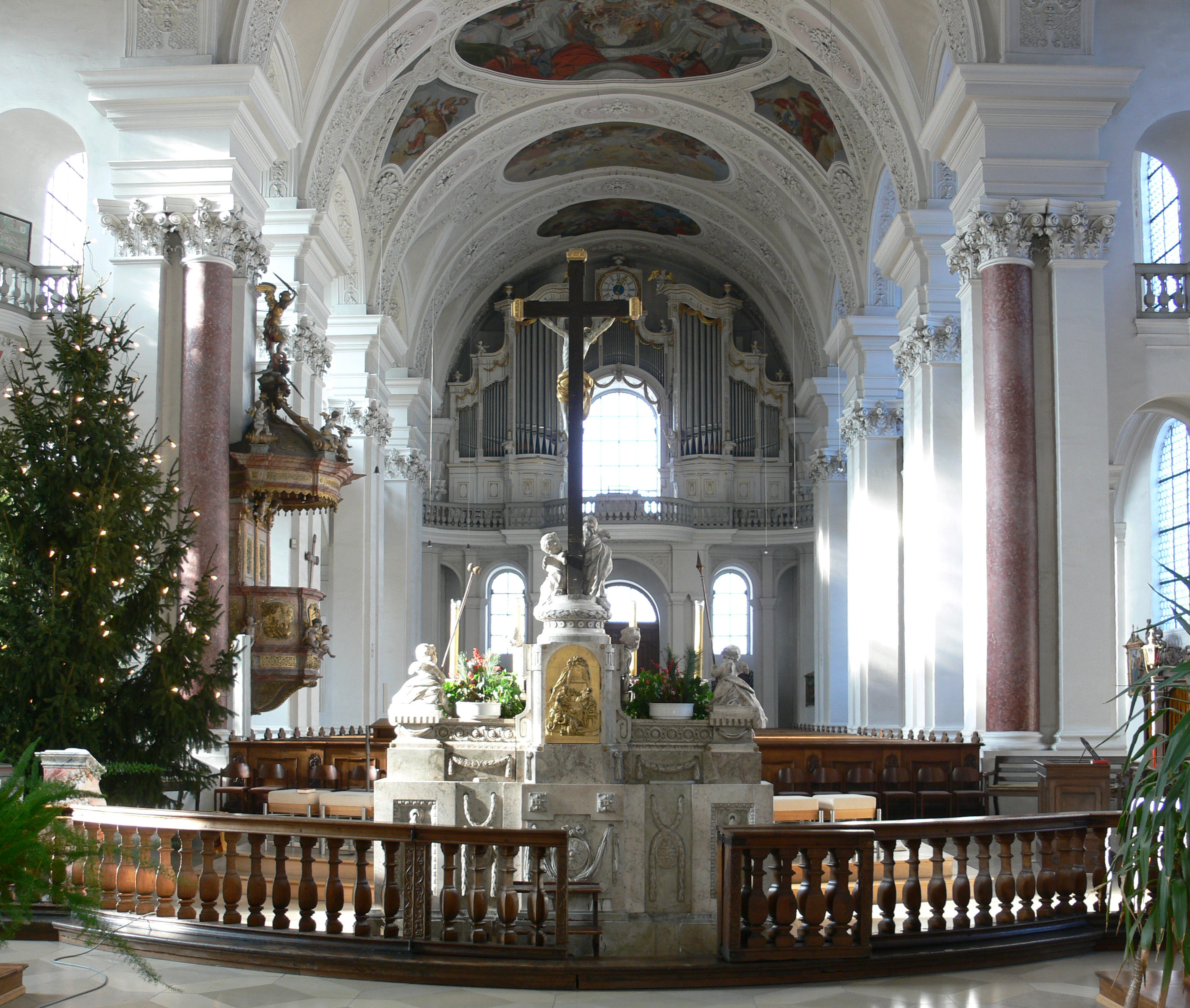
Interieur kloosterkerk

De kunstenaars Horst Hoheisel en Andreas Knitz ontwierpen in 2005 een gedenkteken, bestaande uit twee, sinds 2023 drie, betonnen grijze bussen in de vorm van de voor de deportatie van de patiënten gebruikte autobussen, type Mercedes-Benz O 3750.  Van de busmodellen ontbreekt het middenstuk. De bezoeker wordt geacht, als hij of zij daarin staat, zelf na te denken over de gruweldaad, die hier herdacht wordt. Een van de drie bussen is permanent opgesteld vóór een vroegere toegangspoort van de instelling te Ravensburg-Weißenau. De tweede staat sinds 2023 permanent te Hadamar, de derde bus reist in het kader van het herdenken van de oorlogsmisdaden van Adolf Hitlers nazi's en staat ieder jaar op een andere locatie in Duitsland opgesteld.
De abdijkerk is als reguliere rooms-katholieke parochiekerk voor de woonwijken eromheen in gebruik; het uit 1787 daterende, welluidende kerkorgel wordt kunsthistorisch gezien als één der  belangrijkste van Zuid-Duitsland beschouwd.
Een rijkelijk in rococo-stijl gedecoreerd vertrek in het complex is als concertzaal (300 zitplaatsen) voor klassieke muziek in gebruik.